# ديربي غزة
ديربي غزة، واحد من أهم لقاءات الديربي تاريخياً في قطاع غزة، ويجمع بين أهلي غزة ونادي غزة الرياضي، ويقام عادةً في ملعب اليرموك.
كان الأكثر شعبية في السبعينيات والثمانينيات وأوائل التسعينيات، إلا أن أهميته تراجعت مع هبوط الناديين إلى دوري قطاع غزة الدرجة الأولى، لصالح ديربي رفح الذي يجمع بين نادي شباب رفح ونادي خدمات رفح.